# Parafia Matki Bożej Częstochowskiej w Mętkowie
Parafia Matki Boskiej Częstochowskiej w Mętkowie – parafia rzymskokatolicka należąca do dekanatu Babice archidiecezji krakowskiej w Mętkowie.

## Historia
Wierni z Mętkowa należeli do Parafii Wszystkich Świętych w Babicach. 
Pod koniec XIX wieku powstała we wsi kaplica pod wezwaniem Trójcy Świętej. W niej pod koniec lat 60. XX wieku dzięki staraniom babickiego proboszcza zaczęto odprawiać co drugą niedzielę mszę świętą. Ponieważ uzyskanie zgody na budowę nowego kościoła było niemożliwe w 1968 roku krakowska kuria wysłała pismo do wojewody z propozycją przeniesienia drewnianego kościoła z Niegowici. W miejscowości tej wybudowano nowy, murowany kościół i stary od 1959 roku stał pusty pełniąc rolę magazynu. Po uzyskaniu zgody kościół przeniesiono w latach 1972–1974. Został on konsekrowany 1 maja 1974 przez Karola Wojtyłę. 
1 kwietnia 1973 roku do Mętkowa przyjechał ks. Franciszek Skupień z poleceniem od biskupa utworzenia samodzielnego ośrodka duszpasterskiego. 3 kwietnia 1982 roku Franciszek Macharski erygował parafię Matki Bożej Częstochowskiej w Mętkowie. 

## Proboszczowie
- ks. Franciszek Skupień (1973 –1977)[4]
- ks. Stanisław Konieczny (1977–1982)[4]
- ks. Włodzimierz Kiwerski (1982–2009)[4]
- ks. Marek Guśpiel (2009–2019)[4]
- ks. Piotr Sobala (2019– )[4]